# Patronage du Bon Conseil
Le Patronage du Bon Conseil est une œuvre catholique, implantée dans le 7e arrondissement de Paris, fondée en 1894 par l'abbé Esquerré. Il est composé d'une association éducative, d'une association culturelle et d'une association sportive. L'ASBC fait partie de ces patronages catholiques qui ont développé la pratique du basket-ball en France dans le cadre de la Fédération gymnastique et sportive des patronages de France (FGSPF).

## Histoire
Le  patronage du Bon Conseil est fondé en 1894 par l'abbé Louis Esquerré, nommé vicaire de Saint-François-Xavier en août 1893.
Après les premières réunions d'enfants au printemps 1894, sur un banc de la place Saint-François-Xavier, l'œuvre s'installe à la fin de l'été au 18 boulevard Garibaldi (deux pièces au rez-de-chaussée d’une maisonnette, avec une courette de 60 m2). Fin décembre 1895, l'œuvre emménage rue Bertrand dans les anciens ateliers des télégraphes.
Le patronage dispose d'une chapelle dédiée à Notre-Dame du Bon Conseil, ornée de mosaïques du prêtre jésuite et artiste Marko Rupnik — sanctionné par la Compagnie de Jésus à la suite d'abus psychologiques et sexuels — et d'un petit oratoire.

## Activités

### Activités sportives
L'Association sportive du Bon Conseil (ASBC) est un club omnisports français, basé rue Albert de Lapparent Paris 7e au sein du patronage du Bon Conseil.

#### Basket-ball
La section de basket-ball a appartenu pendant 8 saisons à l'élite du championnat de France et a apporté à l'équipe de France bon nombre de joueurs dans les années 1920-1930. En 1927, l'ASBC dispute la finale du championnat de France de basket-ball, perdue contre le Stade français (45 à 26).
En 2016, la section basket du club compte 10 équipes, de poussins à seniors.
Le club joue à domicile au gymnase Albert de Lapparent, la salle de l'ASBC.

### Activités artistiques et culturelles
Parmi les activités artistiques  et culturelles offertes par le patronage, on compte notamment : la danse (classique, claquettes), le théâtre, la comédie musicale, la musique (éveil musical, Modern Jazz), le dessin, la peinture, la reliure, la restauration de tableaux.

### Activités éducatives
- aide aux devoirs
- bibliothèque
- halte-garderie
- catéchèse

### Vie spirituelle
- messe
- catéchisme
- Parcours Alpha (Classic, Parents)
- baptême
- confirmation
- servants de messe